# Günter Hässy
Günter Hässy (geboren am 15. Januar 1944 in Birkenfeld/Nahe; gestorben am 21. August 2007 in Köln) war ein deutscher Musiker, Dirigent, Komponist und Musikpädagoge.

## Leben
Hässy wurde früh durch seinen Musiklehrer Otto Dunkelberg (1900–1964), langjähriger Passauer Domorganist, gefördert. Sein Hauptinstrument wurde das Violoncello. An der Musikhochschule Köln studierte er Dirigieren, Violoncello, Gesang und Komposition sowie Schulmusik. Außerdem studierte er an der Universität zu Köln Germanistik und Philosophie für das Lehramt.
Neben seiner pädagogischen Tätigkeit in Köln und später in Brauweiler dirigierte er seit 1968 das Kölner Jugend-Kammerorchester, das er im Laufe der Zeit zu einem großen Sinfonieorchester ausbaute und das schließlich als Junge Sinfonie Köln bekannt wurde. Durch die Mitgliedschaft bei der deutschen Sektion der Jeunesses Musicales wurde das Orchester auch in mehreren europäischen Ländern bekannt. Seit 1971 versuchte Hässy, mit den „Konzerten für junge Hörer“ Kindern und Jugendlichen den Weg zur klassischen Musik zu öffnen. 
1993 begann die Zusammenarbeit mit der Kölner Mundartband Höhner. Für die gemeinsamen Konzerte in der Kölner Philharmonie entstanden etliche Kompositionen und sinfonische Arrangements der großen Höhner-Hits. Diese Konzerte wurden zu einer Institution in Köln. Ein letzter Höhepunkt war die Choreographie für das Feuerwerk Kölner Lichter, die am 4. Juli 2004 live zum Feuerwerk der Firma WECO gespielt wurde. Mit dieser Musik wurde die Firma WECO wenig später beim Championat du Monde der Feuerwerker in Montreal „Weltmeister der Weltmeister“.
Günter Hässy war verheiratet und hatte 2 Söhne. Er verstarb am 21. August 2007 an den Folgen einer Herzoperation.

## Werk
Sein Werkverzeichnis umfasst über 160 Kompositionen von Solostücken bis hin zu Sinfonien, Konzerten, Orchestersuiten und Opern. Seine Kinderopern Zwerg Nase und Der kleine Muck, für die er auch das Libretto schrieb, fanden Eingang in das Handbuch der Oper von Heinz Wagner. Die sinfonische Dichtung Colonia ab urbe condita war das Abschiedsgeschenk an seine Heimatstadt Köln. 
Das kompositorische Werk wird von seinen Söhnen Sebastian und Alexander Hässy betreut und in der Edition Günter Hässy, dort auch ein komplettes Verzeichnis seiner Werke, verlegt.